# Xơ cứng động mạch
Xơ vữa động mạch là bệnh tác động đến động mạch (cũng như tĩnh mạch nếu nó được phẫu thuật di chuyển đến nơi khác để làm chức năng của động mạch). Về mặt đại thể, nó có biểu hiện là thành mạch máu trở nên "xơ cứng" bởi các sang thương được gọi là mảng xơ vữa phát triển trong thành mạch. Vào giai đoạn muộn, mảng xơ vữa có thể gây hẹp lòng mạch và làm hạn chế lưu lượng máu trong đó. Nó cũng có thể vỡ ra và trôi theo dòng máu làm tổn thương các mô và cơ quan bên dưới.

## Nguyên nhân
-Do thừa cholesterol: ăn nhiều thức ăn chứa lipid, các bệnh về gan,mật, rối loạn nội tiết dẫn đến giảm chuyển hóa và thoái hóa cholesterol.

-Do thiếu thụ thể tiếp nhận lipoprotein: các LDL,VLDL không có thụ thể gắn để vận chuyển vào mô nên di chuyển tự do trong máu và thấm vào thành mạch gây xơ vữa.

-Do tăng lipoprotein (a): lipoprotein (a) có chức năng tương tự LDL nhưng cấu trúc lại giống plasminogen, dẫn đến 2 cơ chế gây xơ vữa-vừa tăng vận chuyển cholesterol từ gan đến mô, vừa ức chế cạnh tranh với plasminogen, ngăn cản sự tiêu các các máu động hình thành từ mảng xơ vữa.
- Phương thức sinh hoạt ngồi tĩnh nhiều hoạt động ít
-Cao huyết áp
-Hút thuốc lá
-Bệnh tiểu đường
-Di truyền
-Tuổi tác, giới tính. 

## Cơ chế bệnh sinh
- Cholesterol ngấm vào thành mạch và tích lại ở lớp áo trong động mạch (bên dưới lớp tế bào nội mô), tạo thành những mãng cholesterol bám chặt vào thành mạch. Giai đoạn này gọi là giai đoạn xơ hóa thành mạch.
- Các mảng xơ cholesterol thu hút bạch cầu và các tế bào miễn dịch xâm nhập và tiếp cận vị trí xơ hóa, tiến hành thực bào các lipoprotein. Giai đoạn này gọi là thoái biến thành mạch.
- Tiếp đó là quá trình ngấm calci ở lớp áo trong dẫn tới hoại tử tế bào do thiếu máu nuôi dưỡng các mô. Sự hoại tử tế bào diễn tiến lan rộng, các mô xơ thế chỗ hình thành nên tổ chức xơ (gọi là mảng xơ). Bề mặt của mảng xơ sần sùi, cộng với sự loét do ổ hoại tử làm cho các tiểu cầu bám dính vào bề mặt thành mạch,kéo theo quá trình đông máu gây bít hẹp lòng mạch do các sợi tơ huyết (gọi là vữa). Nếu không may lớp vữa này bị dòng máu cuốn trôi, tạo cục huyết khối đến gây tắc ngẽn ở các mạch máu nhỏ như mạch máu não, mạch vành, sẽ gây các biến chứng như nhồi máu và đột quỵ.

## Triệu chứng
Một số trường hợp xơ vữa động mạch điển hình xảy ra vào cuối thời kỳ thơ ấu, thường có ở hầu hết các động mạch chính, nhưng không có triệu chứng và hầu hết các phương pháp chẩn đoán không được phát hiện. Nó thường trở nên có triệu chứng nguy hiểm khi can thiệp vào tuần hoàn vành, cung cấp máu đến tim, và tuần hoàn não, đưa máu đến não. Xơ vữa động mạch là nguyên nhân dẫn đễn các bệnh tim mạch nguy hiểm: nhồi máu cơ tim, đột quỵ, cơn đau tim, các loại bệnh tim gồm suy tim ứ huyết và hầu hết các bệnh tim mạch nói chung. Mảng xơ vữa ở các động mạch cánh tay hoặc, thường gặp hơn, các động mạch chân có thể gây bệnh thuyên tắc động mạch ngoại biên.
Theo số liệu tại Hoa Kỳ năm 2004, khoảng 65% nam và 47% nữ có biểu hiện đầu tiên của bệnh tim mạch do xơ vữa động mạch là cơn đau tim hoặc ngưng tim đột ngột (tử vong trong vòng 1 giờ sau khi triệu chứng khởi phát).

## Các biến chứng
- Đầu tiên là sẽ xuất hiện đường vân mỡ.  Ở động mạch biểu bì xuất hiện các đường vân mỡ màu vàng, rộng khoảng 1-2mm, dài 1-5 cm. Có lượng lớn tế bào bọt cấu thành.
- Mảng xơ vữa gây bít hẹp lòng mạch, làm giảm lưu lượng máu qua mạch
- Mạch máu hóa xơ, kém đàn hồi, bị vỡ gây xuất huyết, dẫn đến xuất huyết não, sốc mất máu,...
- Mảng xơ vữa di chuyển theo dòng máu và bị tắc lại ở các mạch máu nhỏ, gây nhồi máu cơ tim, nhồi máu não,...

## Yếu tố nguy cơ
Xơ vữa động mạch và các biến chứng tim mạch thường gặp ở những đối tượng có nguy cơ sau:.
- Tăng huyết áp
- Tiểu đường
- Hút thuốc lá
- Béo phì
- Nghiện bia, rượu
- Người cao tuổi
- Cha mẹ bị mắc bệnh do di truyền.

## Điều trị
- Điều trị các bệnh nguyên gây ra xơ vữa động mạch như đã nêu ở trên
- Các thuốc ức chế men chuyển
- Thuốc chống kết tập tiểu cầu (asprin), trong trường hợp có tác dụng phụ trên đường tiêu hóa, hoặc mẫn cảm với aspirin có thể thay thế bằng vasopolis.
- Điều chỉnh chế độ sinh hoạt (giảm cân, bỏ hút thuốc, hạn chế rượu bia, tập thể thao đều đặn...), kiểm soát mỡ máu và ngăn ngừa cục máu đông bằng thảo dược (vasopolis)